# 세라 볼저
세라 리 볼저(Sarah Lee Bolger, 1991년 1월 28일 ~ )는 아일랜드의 배우이다. 《튜더스》에서 메리 튜더 공주, 《스파이더위크가의 비밀》에서 말로리 그레이스 역할을 했던 것으로 알려져 있다.

## 출연 작품
- 굿 우먼 (2019)
- 엔드 오브 센텐스 (2019)
- 마이 올 아메리칸 (2015)
- 에멜리 (2015)
- 인투 더 배드랜즈 (2015)
- 키스 미 (2015)
- 라자루스  (2015)
- 아웃로 (2014)
- 크러쉬 (2013)
- 쿨하니까 괜찮아 (2013)
- 더 모스 다이어리즈 (2011)
- 아이언 크로스 (2009)
- 스파이더위크가의 비밀 (2008)
- 튜더스 1 : 왕의 여자들 (2007)
- 스톰브레이커 (2006)
- 타라 로드 (2005)
- 스테이션 에이전트 (2003)
- 천사의 아이들 (2002)
- 어 러브 디바이디드 (1999)